# Mikko Kinnunen
Mikko Pekka Johannes Kinnunen, född 16 juli 1967 i Merijärvi, är en finländsk politiker (Centern). Han är ledamot av Finlands riksdag sedan 2019. Han har arbetat som rektor vid en folkhögskola.
Kinnunen blev invald i riksdagen i riksdagsvalet 2019 med 6 132 röster från Uleåborgs valkrets.